# Manania handi
Manania handi is een neteldier uit de klasse Staurozoa en behoort tot de familie Haliclystidae. Manania handi werd in 1989 voor het eerst wetenschappelijk beschreven door Larson & Fautin.

## Beschrijving
Manania handi bereikt een lengte tot 4 cm, maar de diameter van de zwemklok aan het orale uiteinde is relatief smal met ongeveer 2 cm bij volgroeide exemplaren. Onderscheidende pigmentbanden langs de kelk en de relatief korte steel onderscheiden het van verwante Manania-soorten. Manania handi wordt ook typisch beschreven als groen met crèmekleurige geslachtsklieren en levendig witte netelcelblaasjes.  De kleurpatronen van M. handi kunnen echter variëren van bruingeel tot levendig groen. De naam "handi" verwijst naar Cadet Hand, hoofdprofessor van G.F. Gwilliam en co-auteur met Gwilliam van een aantal onderzoeken waarin Stauromedusae-soorten worden beschreven.

## Verspreiding en leefgebied
Manania handi komt voor in de Grote Oceaan langs de westkust van Noord-Amerika. Deze soort is te vinden in ondiep water bij eb op zachte ondergronden zoals zeegras (Phyllospadix), maar de verwante Manania  gwilliami is ook teruggevonden op een diepte van meer dan 10 meter. Dit kan erop wijzen dat intergetijden-soorten de randen vertegenwoordigen van een populatie die doorgaans vaker wordt aangetroffen in de subtidale zone.